# Ed Bruce
William Edwin „Ed“ Bruce Jr. (* 29. Dezember 1939 in Keiser, Mississippi County, Arkansas; † 8. Januar 2021 in Clarksville, Tennessee) war ein US-amerikanischer Country-Sänger und -Songwriter.

## Leben

### Anfänge
Bruce wuchs in Memphis (Tennessee) auf, wo er 1957 im Alter von 17 Jahren auf den Toningenieur Jack Clement von Sun Records stieß, der ihn mit dem Inhaber Sam Phillips bekannt machte. Im gleichen Jahr nahm Bruce bei Sun seine erste Rockabilly-Single Rock Boppin’ Baby / More Than Yesterday (Sun 276) auf, die nicht sehr erfolgreich war. Ebenfalls 1957 erschien eine zweite Single bei Sun: Sweet Woman / Part of My Life (Sun 292). 1961 war er kurzzeitig beim Plattenlabel RCA unter Vertrag, es erschien lediglich eine Single. 1962 schrieb er Save Your Kisses für den Pop-Sänger Tommy Roe. In den Jahren 1963 und 1964 wurden zwei Singles bei dem Plattenlabel Wand Records veröffentlicht.
1964 zog Bruce nach Nashville und wurde Mitglied der „Marijohn Wilkins Singers“. In dieser Zeit war er auch als Sänger von Werbesongs erfolgreich. 1965 schrieb er See the Big Man Cry für Country-Sänger Charlie Louvin. 1966 wechselte Bruce zum Plattenlabel RCA, bei dem er die Single Walker’s Woods veröffentlichte, die Platz 57 der Singlecharts erreichte. Bruce wechselte dann einige Male die Plattenfirma und brachte wenig erfolgreiche Songs heraus.

### Erfolge
1973 unterzeichnete er einen Plattenvertrag bei United Artists und erreichte mit Mamas Don’t Let Your Babies Grow Up to Be Cowboys 1975 die Top 20; 1978 wurde der Song in der Version von Waylon Jennings und Willie Nelson ein Hit, der sowohl Platz 1 der Country-Charts erreichte, sich in den Pop-Charts platzieren konnte und dem Duo einen Grammy einbrachte.
Nachdem Bruce zwischen 1977 und 1978 bei Epic Records angestellt war, wechselte er Anfang der 1980er zu MCA, wo er seine größten Erfolge verzeichnen konnte. 1980 nahm er zusammen mit Willie Nelson den Song The Last Cowboy Song auf; anschließend veröffentlichte er Everything’s a Waltz und Girl, Women and Ladies, die alle die Top 20 der Country-Charts erreichten. 1981 spielte er die zweite Hauptrolle neben James Garner in der 18-teiligen TV-Serie Bret Maverick. Bruce war auch Sänger der Titelmelodie dieser Serie Maverick Did Not Come Here To Lose.
1981 hatte Bruce seinen einzigen Nummer-1-Hit als Sänger, You’re the Best Break This Old Heart Ever Had. Der von Wayland Holyfield und Randy Hotch geschriebene und von Tommy West produzierte Titel erreichte am 6. März 1982 den Platz 1 der Country-Charts und konnte sich nur eine Woche an der Spitze halten. In den folgenden Jahren hatte er weitere Erfolge, beispielsweise Ever, Never Lovin' You, After All, Turn Me On (Like a Radio) und Nights. Bruce schrieb auch Hits für Country-Künstler wie Tex Ritter, Tanya Tucker und Crystal Gayle.

### Letzte Jahre
Nach seinem Album Night Things setzte er sich als Musiker vorübergehend zur Ruhe, um öfter als Schauspieler in Filmen und Fernsehserien wie Walker, Texas Ranger aufzutreten. 2004 veröffentlichte Bruce ein Album mit Gospelsongs, dem Anfang 2007 ein weiteres Gospelalbum folgte.

## Diskografie

### Alben
| Jahr | Titel                           | Höchstplatzierung, Gesamtwochen, AuszeichnungChartsChartplatzierungen (Jahr, Titel, Platzierungen, Wochen, Auszeichnungen, Anmerkungen) | Anmerkungen |
| Jahr | Titel                           | Country | Anmerkungen |
| ---- | ------------------------------- | --- | ----------- |
| 1968 | If I Could Just Go Home         | Country44 (2 Wo.)Country | RCA         |
| 1980 | Ed Bruce                        | Country22 (31 Wo.)Country |             |
| 1981 | One to One                      | Country29 (50 Wo.)Country |             |
| 1982 | I Write It Down                 | Country63 (4 Wo.)Country |             |
| 1983 | You’re Not Leavin’ Here Tonight | Country35 (20 Wo.)Country |             |
| 1985 | Homecoming                      | Country41 (38 Wo.)Country |             |
| 1986 | Night Things                    | Country53 (15 Wo.)Country |             |

Weitere Alben
- 1969: Shades
- 1976: Ed Bruce
- 1977: Tennessean
- 1978: Cowboys and Dreamers
- 1982: Last Train to Clarksville
- 1984: Tell ’em I’ve Gone Crazy
- 1985: Greatest Hits
- 1986: Rock Boppin’ Baby
- 1995: Puzzles
- 1995: The Best
- 1997: Set Me Free
- 2002: This Old Hat
- 2003: 12 Classics
- 2004: Changed
- 2007: Sing About Jesus
- 2010: In Jesus’ Eyes: Songs of Inspiration

### Singles
| Jahr | Titel Album                                                 | Höchstplatzierung, Gesamtwochen, AuszeichnungChartsChartplatzierungen (Jahr, Titel, Album, Platzierungen, Wochen, Auszeichnungen, Anmerkungen) | Anmerkungen       |
| Jahr | Titel Album                                                 | Country | Anmerkungen       |
| ---- | ----------------------------------------------------------- | --- | ----------------- |
| 1966 | Walker’s Woods If I Could Just Go Home                      | Country57 (9 Wo.)Country |                   |
| 1967 | Last Train to Clarksville                                   | Country69 (5 Wo.)Country |                   |
| 1968 | Painted Girls and Wine                                      | Country52 (5 Wo.)Country |                   |
| 1969 | Song For Jenny                                              | Country53 (10 Wo.)Country |                   |
| 1969 | Everybody Wants to Get to Heaven Shades                     | Country52 (7 Wo.)Country |                   |
| 1973 | July You’re a Woman                                         | Country77 (8 Wo.)Country |                   |
| 1975 | Mammas Don’t Let Your Babies Grow Up to Be Cowboys Ed Bruce | Country15 (14 Wo.)Country |                   |
| 1976 | Littlest Cowboy Rides Again Ed Bruce                        | Country32 (10 Wo.)Country |                   |
| 1976 | For Love’s Own Sake Ed Bruce                                | Country36 (10 Wo.)Country |                   |
| 1976 | Sleep All Morning Ed Bruce                                  | Country57 (7 Wo.)Country |                   |
| 1977 | Texas (When I Die) Tennessean                               | Country52 (10 Wo.)Country |                   |
| 1977 | Star-Studded Nights Tennessean                              | Country54 (10 Wo.)Country |                   |
| 1978 | Love Somebody to Death Tennessean                           | Country57 (7 Wo.)Country |                   |
| 1978 | Man Made of Glass Tennessean                                | Country94 (3 Wo.)Country |                   |
| 1978 | The Man That Turned My Mama On Cowboys and Dreamers         | Country70 (6 Wo.)Country |                   |
| 1978 | Angeline Cowboys and Dreamers                               | Country60 (9 Wo.)Country |                   |
| 1980 | Diane Ed Bruce (1980)                                       | Country21 (15 Wo.)Country |                   |
| 1980 | The Last Cowboy Song Ed Bruce (1980)                        | Country12 (15 Wo.)Country | mit Willie Nelson |
| 1980 | Girls, Women and Ladies Ed Bruce (1980)                     | Country14 (16 Wo.)Country |                   |
| 1981 | Evil Angel One to One                                       | Country24 (14 Wo.)Country |                   |
| 1981 | (When You Fall in Love) Everything’s a Waltz One to One     | Country14 (15 Wo.)Country |                   |
| 1981 | You’re the Best Break This Old Heart Ever Had One to One    | Country1 (21 Wo.)Country |                   |
| 1982 | Love’s Found You and Me One to One                          | Country13 (16 Wo.)Country |                   |
| 1982 | Ever, Never Lovin’ You I Write It Down                      | Country4 (19 Wo.)Country |                   |
| 1982 | My First Taste of Texas I Write It Down                     | Country6 (18 Wo.)Country |                   |
| 1983 | You’re Not Leaving Here Tonight                             | Country21 (15 Wo.)Country |                   |
| 1983 | If It Was Easy You’re Not Leaving Here Tonight              | Country19 (17 Wo.)Country |                   |
| 1983 | After All You’re Not Leaving Here Tonight                   | Country4 (21 Wo.)Country |                   |
| 1984 | Tell ’em I’ve Gone Crazy                                    | Country45 (12 Wo.)Country |                   |
| 1984 | You Turn Me On (Like a Radio) Homecoming                    | Country3 (22 Wo.)Country |                   |
| 1985 | If It Ain’t Love Homecoming                                 | Country20 (16 Wo.)Country |                   |
| 1985 | When Givin’ Up Was Easy Homecoming                          | Country17 (16 Wo.)Country |                   |
| 1986 | Nights Night Things                                         | Country4 (19 Wo.)Country |                   |
| 1986 | Fools for Each Other Night Things                           | Country49 (9 Wo.)Country | mit Lynn Anderson |
| 1986 | Quietly Crazy Night Things                                  | Country36 (14 Wo.)Country |                   |

Weitere Singles
- 1957: Rockin’ Boppin’ Baby
- 1958: Sweet Woman
- 1961: Flight 303
- 1963: It’s Coming to Me
- 1963: See the Big Man Cry
- 1964: Don’t Let It Happen
- 1964: I’m Gonna Have a Party
- 1964: He Gave Her to Me
- 1966: Unbreakable Heart
- 1967: If I Could Just Go Home
- 1967: Her Sweet Love and the Baby
- 1968: I’ll Take You Away
- 1968: Puzzles
- 1969: Hey Porter
- 1973: Good Jelly Jones
- 1974: Devil Ain’t a Lonely Woman’s Friend
- 1976: Wide Open Spaces and Cowboys Are Gone